# 一本木透
一本木 透（いっぽんぎ とおる、1961年 - ）は、日本の小説家、推理作家。東京都生まれ。元新聞記者。

## 略歴・人物
早稲田大学を卒業。会社員として勤めるかたわら、2017年に『だから殺せなかった』で第27回鮎川哲也賞優秀賞を受賞、作家デビューする。
同作は、劇場型犯罪を新聞記者の視点から描く新人離れした筆致が選考委員（加納朋子・北村薫・辻真先）から高い評価を得た。

## ミステリ・ランキング
- このミステリーがすごい!
  - 2020年 - 『だから殺せなかった』32位

## 作品リスト
- だから殺せなかった（2019年1月 東京創元社 / 2021年11月 創元推理文庫）
- あなたに心はありますか？（2023年9月 小学館）

## 映像化作品

### テレビドラマ
- だから殺せなかった（2022年1月9日 - 2月6日、全5話、「連続ドラマW」枠、主演：玉木宏）[3]